# Stefan Batory
Stefan Batory, född 27 september 1533 i Şimleu Silvaniei, Transsylvanien, död 12 december 1586 i Grodno, Litauen, var regerande furste av Transsylvanien 1571–1575 samt kung av Polen och storfurste av Litauen 1575–1586.

## Biografi
Född som István Báthory var han son till en mäktig ungersk adelsman med samma namn. Den yngre Batory efterträdde John II Zapolya som furste av Transsylvanien år 1571, där han höll sin position fram till 1575. Därefter överlämnade han makten till sin äldre bror Kristofer Bathory. År 1575 valdes Stefan Batory till härskare över det polsk-litauiska samväldet (Rzeczpospolita). Samtidigt ingick han äktenskap med Sigismund II:s syster Anna, som officiellt var hans medregent. 
Under Stefan Batorys tid grundades Vilnius universitet (1579), det östligaste i sin tids Europa.
Stefan Batory deltog i Livländska kriget 1558–1583. Efter erövringen av Polotsk år 1579 förlade han kriget till moskovitisk mark (1580 och 1581), intog ett stort antal fästen och inneslöt Pskov. Polska strövkårer närmade sig Moskva, och Ivan IV av Ryssland lämnade staden och flydde norrut. Den tioåriga freden, som ingicks under medling av Rom och jesuiterna, garanterade Livland och Polotsk åt Polen.
Även inre reformer vidtogs av Batory och hans hetman och kansler Jan Zamoyski. En överdomstol (krontribunalet) inrättades; en jesuitakademi stiftades i Vilnius, och orden gynnades på allt sätt. Skatteväsendet reformerades och förvaltningen i det polska Livland ordnades.
Under sin sista tid sysselsatte sig Stefan Batory ännu med omfattande planer, bland annat på en union med Sverige och på penningunderstöd från påven för nya krig, närmast mot Ryssland men med Osmanska riket som slutmål. Men den 12 december 1586 avled den barnlöse kungen efter endast tio års regering och utan att ha kunnat tillförsäkra sin brorson tronföljden.

## Galleri

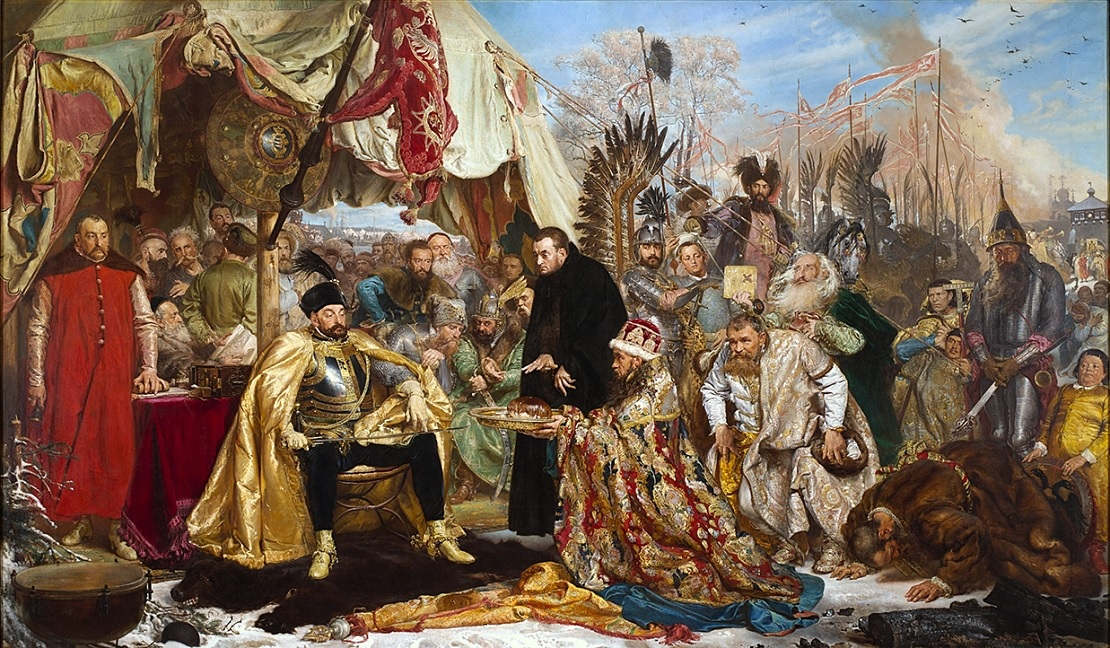
Batory vid Pskov. Målad av Jan Matejko.
Stefan Batorys vapensköld.
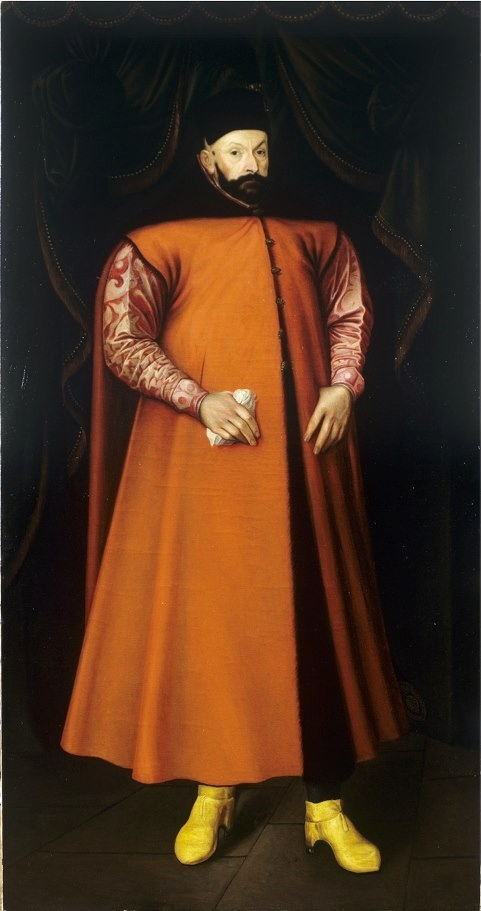
Stefan Batory.